# Vaths de Monthòrt
Vaths (en francès Baigts) és un municipi francès situat al departament de les Landes i a la regió de la Nova Aquitània.

## Demografia
| 1962                                       | 1968 | 1975 | 1982 | 1990 | 1999 | 2007 |
| ------------------------------------------ | ---- | ---- | ---- | ---- | ---- | ---- |
| 425                                        | 407  | 400  | 354  | 350  | 322  | 345  |
| Des de 1962: població sense dobles comptes |      |      |      |      |      |      |

## Administració
| Període   | Identitat         | Partit |
| --------- | ----------------- | ------ |
| 1964-1974 | Alphonse Tortugue |        |
| 1974-1983 | Marcel Busquet    |        |
| 1983-2008 | Pierre Lalanne    |        |
| 2008-     | Didier Lafitte    |        |